# Christus vincit, Christus regnat, Christus imperat
A Christus vincit, Christus regnat, Christus imperat keresztény trikolon, „röpima”, amely az 1925-ben bevezetett katolikus Krisztus király ünnepén (az advent előtti vasárnapon) mindig elhangzik. 
Más alkalmakkor évszázadok óta használják, katolikus miséken győzelmi himnuszra emlékeztető énekelt formában is. Jelentése: „Krisztus győz, Krisztus uralkodik, Krisztus parancsol”. Gyakran Jézus és Pilátus párbeszédével kapcsolatban említik, amikor a kérdésre Jézus azt mondja: Az én országom nem e világból való. A trikolón arra emlékezteti a keresztényeket, hogy Krisztus királysága a leghatalmasabb, és eljön akkor is, ha az emberek hatalma, az elnyomás és a szenvedés legyőzhetetlennek látszik.
Ünnepélyes alkalmakkor, a szentmisén általában a Credo után, az egyetemes könyörgés helyén éneklik együtt a kántor és hívek, illetve éneklik bármely vallásos összejövetel kezdetén, vagy végén. 
Feliratként nagyon sok helyen felbukkan. Szerepel például a római Szent Péter-bazilika előtti téren álló obeliszken. 
Egyike a katolikusok gyakran használt benedikcióinak. Már a középkorban gyakori amulettszöveg volt Európában, ráolvasásokban is gyakran alkalmazták. Mivel Magyarországon is nagyon régen elterjedt, több fordításváltozata ismert. A Pray-kódex például így ismeri: „Cri tus orzagol + Cri tus paranchol + Cri tus goz”.  Archiválva 2007. március 11-i dátummal a Wayback Machine-ben